# Gigi (romanzo)
Gigi è un romanzo breve di Colette inizialmente apparso a puntate nel settimanale Présent nell'autunno del 1942, e successivamente pubblicato in volume nel 1943 per la casa editrice Ferenczi. Il racconto è ambientato durante la Belle Époque intorno al 1899.

## Trama
Gigi, diminutivo di Gilberte, è una graziosa e docile quindicenne che vive, in condizioni povere ma dignitose, assieme alla nonna, la signora Alvarez, una donna rigorosa dai saldi principi di pulizia e decoro, e alla madre, Andrée Alvar, la figlia della signora Alvarez, una cantante di secondo piano dell'Opéra-comique: madre e nonna sono entrambe nubili. Essendo Andrée spesso impegnata con il suo lavoro a teatro, l'educazione di Gigi è affidata alla nonna e alla zia Alicia, la sorella maggiore benestante della signora Alvarez: un'anziana ex-mantenuta (una cocotte) che vive da sola e di rendita. Zia Alicia si occupa di impartire alla nipote lezioni di gusto e di stile affinché impari a comportarsi con la classe e l'eleganza dell'alta società. 
Senza farne mistero infatti zia Alicia, per rispettare la tradizione di famiglia («Non è che il matrimonio ci sia vietato, ma per noi, invece di essere un “prima”, può essere un “dopo”»), e in accordo con la nonna di Gigi, vorrebbe fare della nipote una mantenuta di alto bordo. Un progetto, quello delle due donne, che sembra disatteso da Gigi che, con i suoi modi ingenui e puerili, non mostra alcun desiderio né ambizione di uscire dai ritmi di quella tranquilla e morigerata vita casalinga nella quale è cresciuta («Mi hanno detto e ripetuto che sono indietro per la mia età»). 
Amico di famiglia di vecchia data è Gaston Lachaille, un ricco industriale e maturo scapolo in vista, che si diletta da anni a passare qualche riposante e spensierata ora in compagnia della signora Alvarez e di Gigi, che ne approfittano per apprendere i retroscena delle notizie, lette sulle riviste scandalistiche, riguardanti le sue ultime amanti. Per i suoi modi simpatici e per i dolciumi e i piccoli regali che sempre le fa, Gigi è molto affezionata a zio Gaston (così lo chiama in modo informale), Gaston da parte sua considera Gigi ancora una bambina, una simpatica scolaretta, con la quale poter giocare a carte sorseggiando la camomilla della signora Alvarez. 
La vita in casa Alvarez scorre tranquilla, finché un pomeriggio di primavera, vedendo Gigi vestita da signorina con indosso un abito nuovo e alla moda, Gaston si accorge che la sua piccola Gigi si sta trasformando in una fanciulla attraente. L'indomani, intenzionato a portare Gigi a far merenda in un locale elegante e alla moda, Gaston viene subito redarguito dalla signora Alvarez che, con tatto, gli fa presente che non è opportuno che sua nipote, così priva di malizia, si mostri in pubblico accompagnata da un uomo com'è lui, così in vista e con una fama di amatore, le cui conquiste amorose sono subito chiacchierate… capita l'antifona Gaston se ne va piccato. In realtà le parole della nonna di Gigi sono guidate da un piano ben preciso, e infatti i giorni successivi, dopo essersi consultata con sua sorella Alicia e dopo un ulteriore colloquio con Gaston, emerge la sua intenzione di permettergli di frequentare Gigi solo dopo aver stabilito precisi accordi di tipo remunerativo. Gigi, messa al corrente di questo dalla nonna e mostrandosi accondiscendente, le comunica la sua volontà di stabilire questi accordi di persona, e a tu per tu, con Gaston. 
Giunto il momento di parlare con Gaston, Gigi risoluta gli dice che non le piace l'idea di finire, come le sue precedenti amanti, su tutte le riviste scandalistiche, di essere sempre fotografata e sulla bocca di tutti, di vivere lontana dalle sue abitudini famigliari, e che invece desidera continuare come avevano sempre fatto, a giocare a carte e a mangiare assieme la liquirizia: ma questo suo desiderio non è realizzabile perché Gaston le confessa di essersi innamorato di lei. Gigi di fronte a questa confessione scoppia a piangere, ancor più confusa e amareggiata al pensiero che un uomo, che dice di amarla, desideri per lei una vita turbolenta fatta di scandali e di farne la sua mantenuta. Di fronte allo stupefacente rifiuto di Gigi e ad una sgomenta signora Alvarez accorsa al pianto della nipote, Gaston esce di casa sbattendo la porta. L'indomani Zia Alicia, convocata d'urgenza dalla sorella, tenta assieme a lei di ridurre alla ragione la nipote, ma di fronte alla caparbietà di Gigi le due donne si danno per vinte. Ma inatteso, con la scusa di riprendere il cappello dimenticato la sera prima, si ripresenta Gaston, e così Gigi, resasi conto di amarlo, gli dice che preferisce essere infelice con lui piuttosto che senza di lui, al che Gaston chiede alla signora Alvarez la mano di Gigi.

## Adattamenti
- Teatrali

1951: Gigi, commedia teatrale, diretta da Raymond Roulear e prodotta da Gilbert Miller. Andò in scena il 24 novembre a Broadway, al Fulton Theatre, con l'esordiente Audrey Hepburn nel ruolo di protagonista. L'adattamento teatrale fu curato da Colette in collaborazione con la scrittrice e sceneggiatrice Anita Loos. La commedia ebbe un tale successo di critica e di pubblico che venne replicata 219 volte, e fece conquistare alla Hepburn il premio Theatre World Award per il suo debutto. A scegliere Audrey Hepburn fu la stessa Colette, che la notò durante le riprese del film Vacanze a Montecarlo.
- Cinematografici

1948: Gigi, film commedia francese, diretto da Jacqueline Audry con Danièle Delorme nel ruolo principale. Adattamento di Pierre Laroche, dialoghi di Colette.
1958: Gigi, film musicale americano, vincitore di 9 Premi Oscar, diretto da Vincente Minnelli, con Leslie Caron nella parte della protagonista. Adattamento di Alan Jay Lerner.
- Televisivi

2006: Mademoiselle Gigi, film per la tv francese diretto da Caroline Huppert e interpretato da Juliette Lamboley nel ruolo principale.

## Edizioni
- (FR) Colette, Gigi, Paris, Ferenczi, 1943.
- Gigi, collana Romanzi dell'ambra, Roma, Gherardo Casini Editore, 1954,  p. 97.
- Gigi e altri racconti, collana I libri del pavone, traduzione di Mimmi Pasquali, Mario Rivoire, Andreina Negretti, Gilberto Rossa, Verona, Arnoldo Mondadori Editore, 1959,  p. 228.
- Gigi, collana Piccola Biblioteca Adelphi, traduzione di Anna Bassan Levi, Milano, Adelphi, 1992,  p. 88, ISBN 9788845909429.
- Gigi, collana Old Fashion, traduzione di Alda Teodorani, Roma, CatBooks Publishing, 2025,  p. 78.